# مزارس
مزارس (انگلیسی: Mazars) شرکت خدمات حرفه‌ای فرانسوی است، که در سال ۱۹۴۵ تأسیس شد.